# 星海爭霸II：諾娃特務密令
《星海爭霸II：諾娃特務密令》是可下载内容（DLC）單人任務包，可用於軍事科幻即时战略游戏《星海爭霸II》，以幽能特務諾汎碧「諾娃」泰拉為故事核心，故事情節發生於末日之戰結束兩年後。它由九個任務組成，作為DLC分三期發布，每個任務三個任務。第一個任務包於2016年3月29日發布，第二個任務包於2016年8月2日發布，最終任務包於2016年11月22日發布。

## 開發
《星海爭霸II：虛空之遺》的作者詹姆斯·沃（James Waugh）擔諾娃特務密令的故事總監，瓦樂莉·沃特勒斯（Valerie Watrous）是「虛空之遺」的合著者，也是主要作者。諾娃特務密令展示了暴雪可以更快速發布內容的可能。

## 評價
任務包1和任務包2得到褒贬不一的反應。IGN指出前兩個任務包的故事乏味且篇幅太短。

## 外部連結
- 官方网站